# Somiaga
Somiaga est une localité située dans le département de Ouahigouya de la province du Yatenga dans la région Nord au Burkina Faso.

## Population et société
La démographie de Somiaga est :
| Hommes | Femmes | Total | % Femmes | 0-14 ans | 15-64 ans | 65 ans ou + | Age N.D. |
| ------ | ------ | ----- | -------- | -------- | --------- | ----------- | -------- |
| 1359   | 1629   | 2988  | 54,52    | 1446     | 1374      | 166         | 2        |

## Économie
Les activités principales sont l'agriculture et l'élevage.

## Santé et éducation
Somiaga accueille un centre de santé et de promotion sociale (CSPS) tandis que le centre hospitalier régional (CHR) se trouve à Ouahigouya.